# حزب لیبرترین جورجیا
حزب لیبرترین جورجیا (به انگلیسی: Libertarian Party of Georgia) یک حزب سیاسی در جورجیا، ایالتات متحده است که در سال ۱۹۷۱ تأسیس شد. این حزب وابسته به حزب لیبرترین ایالات متحده است.

## کمیته اجرایی
| نام            | موقعیت     |
| -------------- | ---------- |
| رایان گراهام   | رئیس       |
| لورا ویلیامز   | نایب رئیس  |
| ایوان دورکوویچ | خزانه‌دار   |
| امبر هاول      | دبیر، منشی |

## نامزدها

### نامزدهای ۲۰۲۰
- شین هزل، سنای آمریکا
- برایان اسلوینسکی، سنای ایالات متحده (ویژه)،
- الیزابت ملتون، کمیسیون خدمات عمومی منطقه ۱
- ناتان ویلسون، کمیسیون خدمات عمومی منطقه ۴
- مارتین کاون، منطقه ۱۳ مجلس نمایندگان ایالات متحده
- جیمز گادوین، قاضی دادگستری شرکت Clinch

### نامزدهای ۲۰۱۸
کنگره سالانه حزب آزادیخواه ۳ فوریه ۲۰۱۸ در ماریتا بود. نامزدهای زیر معرفی شدند:
- تد متز، فرماندار
- J. Smythe DuVal، وزیر امور خارجه
- رایان گراهام، کمیسیون خدمات عمومی منطقه ۳
- جان تورپیش، کمیسیون خدمات عمومی منطقه ۵
- دونی فاستر، کمیسیون بیمه
- آرون گیلمر، خانه ۹ ایالات متحده
- مارتین کاوان، خانه آمریکا ۱۳
- جی استریکلند، خانه جورجیا ۴۲
- پاتریک مارکچی، خانه جورجیا ۵۲
- دیموند کندی، خانه جورجیا ۹۰
- دیوید مک کیگ، کاخ ۵ ایالات متحده

کناره‌گیری
- استفانی گراند، کمیسر کشاورزی

### نامزدهای ۲۰۱۶
- آلن باکلی، سنای ایالات متحده
- اریک هوسکینز، کمیسیون خدمات عمومی منطقه ۲
- داگ کینگ، کمیسر بخش بارتو

اعلام کرد
- تد متز، سنای ایالات متحده (گمشده در کنوانسیون ۵ مارس ۲۰۱۶)

### نامزدهای ۲۰۱۵
- کریستین آستین، کاخ ایالتی ۵۰
- کریس کاولین، شورای شهر جان کریک

### نامزدهای ۲۰۱۴
- اندرو هانت ، فرماندار
- آماندا سوافورد، سنای آمریکا
- تد متز، کمیسر بیمه
- جان موندز، کمیسیون خدمات عمومی منطقه ۱
- آرون گیلمر، کمیسیون خدمات عمومی منطقه ۴

درج کردن
- جف آماسون، کاخ ایالتی ۲۱

### نامزدهای ۲۰۱۳
- کارن ریچاردسون، شورای شهر جانز کریک
- برت بیتنر، هیئت مدرسه شهر ماریتا
- والتر رینولدز، شورای شهر Milledgeville
- دکتر جف بیوینز، سنای ایالت ۱۱
- جیمز کمپ، سنای ایالت ۳۰

### نامزدهای ۲۰۱۲
- برد پلوگر، کمیسیون خدمات عمومی منطقه ۳
- دیوید استاپلز، کمیسیون خدمات عمومی منطقه ۵
- برت بیتنر، مدارس شهر ماریتا (۱)

به عنوان یک مستقل تأیید شده‌است
- تیم نلسون، کمیسیون شهرستان لی (۴)

### نامزدهای ۲۰۱۱
- داگ کریگ، کمیسیون شهر گریفین (۴)
- لنس لمبرتون، شورای شهر آستل (۴)
- آماندا سوافورد، شورای شهر شعبه گل
- ویلیام کوستا، رئیس کمیسیون شهرستان گوینت

### نامزدهای ۲۰۱۰
- چاک دونووان، سنای آمریکا
- جان موندز، فرماندار
- دن باربر، ستوان فرماندار
- دیوید چستین، وزیر امور خارجه
- دون اسمارت، دادستان کل
- کیرا ویلیس، سرپرست مدرسه دولتی
- شین بروس، کمیسر بیمه
- کوین چری، کمیسر کشاورزی
- ویل کوستا، کمیساریای کار
- دکتر جیم Sendelbach، کمیسیون خدمات عمومی منطقه ۲
- تیلور برایانت ، هیئت مدیره مدرسه ریچموند (۶)
- آماندا سوافورد، شورای شهر شعبه گل
- دیوید مونتانه، سنای ایالت ۴۲
- براندون گیونز، سنای ایالت ۴۹
- تیلور برایانت ، سنای ایالت ۲۲

### نامزدهای ۲۰۰۹
- کریس نیل، شهردار ماریتا
- کارن ریچاردسون، شورای شهر جان کریک
- جف سکستون، شورای شهر لیزبورگ
- هفته‌های کلی، هیئت مدیره Gainesville
- دکتر توماس اسموت، هیئت مدرسه والدوستا

### نامزدهای ۲۰۰۸
- آلن باکلی، سنای آمریکا
- جان موندز، کمیسیون خدمات عمومی منطقه ۱ - اولین آزادیخواه در کشور که بیش از ۱ میلیون رای (۱٫۰۷۶٬۷۸۰ یا ۳۳٫۴٪) کسب کرده‌است
- براندون گیونز، کمیسیون خدمات عمومی منطقه ۴
- کوین مادسن، شورای شهر لوگانویل

### نامزدهای ۲۰۰۷
- جیم Sendelbach، مجلس نمایندگان ایالات متحده ، انتخابات ویژه منطقه ۱۰
- هدر هیبن، پست شورای شورای آکورت ۲
- آرنی گرت، شورای شهر دولوت (۵)
- جوشوا پترسون، شورای شهر همپتون
- دیوید کور، شورای شهر ماکون (۲) پست ۱

### نامزدهای ۲۰۰۶
- گرت هیز، فرماندار
- آلن باکلی، فرماندار ستوان
- کوین مادسن، وزیر امور خارجه
- دیوید چستین، سرپرست مدرسه دولتی
- جک کشین، کمیسر کشاورزی
- پل مک گرگور، کمیسیون خدمات عمومی منطقه ۳
- کوین چری، کمیسیون خدمات عمومی منطقه ۵
- جیم سندلبباخ، سنای ایالت ۴۳
- جان موندس، منطقه ۲ هیئت مدیره مدرسه گرادی

## مقامات منتخب فعلی
- والتر رینولدز - شورای شهر Milledgeville

## مقاماتی که قبلاً انتخاب شده بودند
- جف ادگنس - شورای شهر اروینتون
- بن براندون - مدیر اجرایی
- Bruce E. VanBuren - Avondale Estates شهردار طرفدار تم، کمیسیون شهر Avondale Estates
- جری میر - شورای شهر هوشتون
- Dewayne Methaney - کمیسیون شهر آبرن
- مایک هانسون - شورای شهر بروکس
- جیم لنااهان - کمیسیون برنامه‌ریزی و منطقه بندی سووانی
- آماندا سوفورد - شورای شهر شعبه گل
- کارن ریچاردسون - شورای شهر جان کریک
- فردی اودوم - شورای شهر بلوفتون
- برت بیتنر - مدارس شهر ماریتا